# Eurotransplant
Eurotransplant, voluit: Eurotransplant International Foundation is een internationale non-profit organisatie verantwoordelijk voor werving en coördinering van donororganen voor transplantaties in België, Duitsland, Hongarije, Kroatië, Luxemburg, Nederland, Oostenrijk en Slovenië.
De organisatie is in 1967 opgericht door de Nederlandse immunoloog Jon van Rood (1926-2017) en wettelijk vastgelegd op 12 mei 1969. Het hoofdkantoor is gevestigd in Leiden.
Alle transplantatieklinieken, weefseltyperingslaboratoria en ziekenhuizen in de lidstaten waar orgaandonaties plaatsvinden, zijn inbegrepen in de uitwisseling. Eurotransplant helpt bij het coördineren van het werk in deze instellingen, met als doel de gedoneerde organen efficiënt toe te wijzen en te verdelen. De groep promoot ook onderzoek naar transplantatie en probeert het publiek bewust te maken van de voordelen van donatie.
In 2016 en 2017 had Kroatië het hoogste donorpercentage onder de landen die lid zijn van de Eurotransplant, respectievelijk 35,8 en 31,8 per miljoen mensen van de bevolking.

## Vergelijkbare instellingen
Multinationaal (net als Eurotransplant)
- Scandiatransplant in Denemarken, Finland, IJsland, Noorwegen en Zweden
- Balttransplant in Estland, Letland en Litouwen
- Grupo Punta Cana voor Latijns-Amerikaanse Staten
- Australian and New Zealand Cardiothoracic Organ Transplant Registry (ANZCOTR) in Australië en Nieuw-Zeeland

Nationaal
- Francetransplant in Frankrijk
- Swisstransplant in Zwitserland
- United Kingdom Transplant Support Services Authority (UKTSSA) in het Verenigd Koninkrijk
- United Network for Organ Sharing (UNOS) in de Verenigde Staten